# ولسوالی تگاب (ولایت کاپیسا)

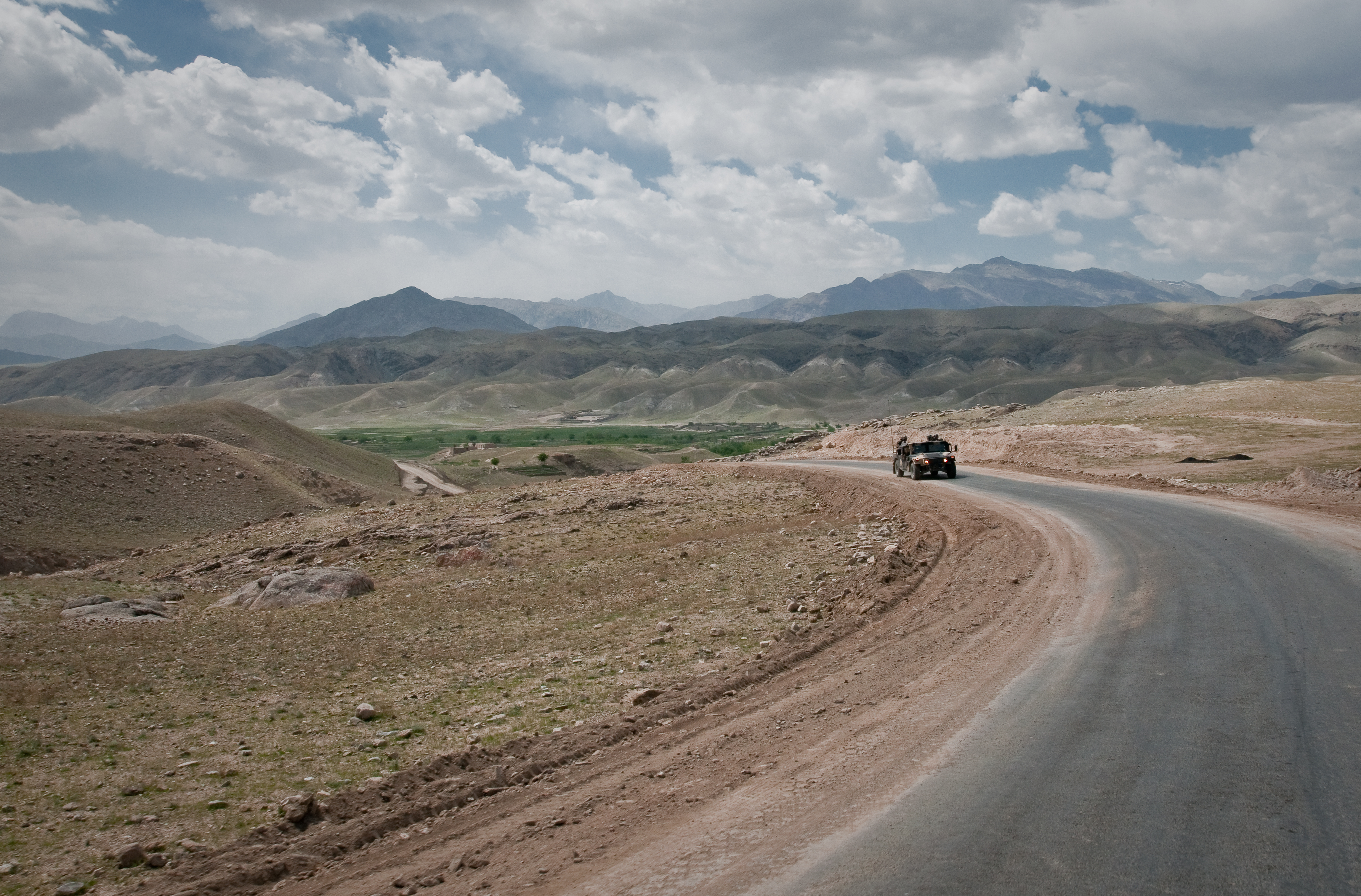

تگاب یکی از ولسوالی‌های ولایت کاپیسا در خاور افغانستان است. جمعیت آن در سال ۲۰۲۴ میلادی، ۹۷٬۹۳۱ نفر اعلام شده‌است.